# 卡尔·拜罗姆
卡尔·拜罗姆（英語：Karl Byrom，1951年7月26日—），澳大利亚男子游泳运动员。他曾代表澳大利亚参加1966年大英帝国和英联邦运动会游泳比赛，获得男子220码仰泳铜牌。